# Procloeon quaesitum
Procloeon quaesitum är en dagsländeart som först beskrevs av Mcdunnough 1931.  Procloeon quaesitum ingår i släktet Procloeon och familjen ådagsländor. Inga underarter finns listade i Catalogue of Life.